# IGF-1

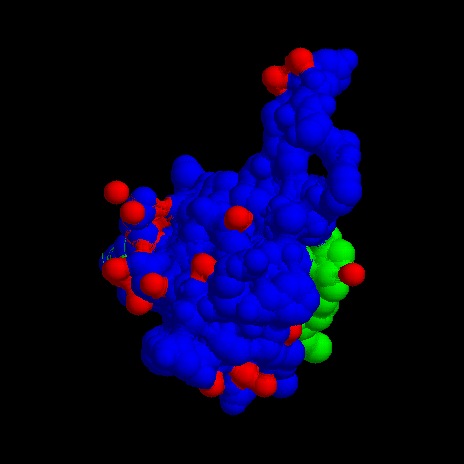
IGF-1 Insulinegelijkende groeifactor

IGF-1 (insulin-like growth factor) is een op insuline gelijkende groeifactor en werd vroeger somatomedine-C genoemd. Het is een hormoon dat voornamelijk in de lever wordt gemaakt. Tijdens de puberteit bereikt het zijn hoogste concentratie in het bloed. IGF-1 wordt gereguleerd door het humaan groeihormoon (HGH). IGF-1 heeft een molecuulgewicht van 7.5 kilodalton. IGF-1 wordt in de bloedcirculatie gebonden aan verschillende eiwitten waarvan IGFBP-3 het voornaamste bindingseiwit is. Deze bindingseiwitten zorgen voor een langere halfwaardetijd.

## Functie
IGF-1 is een groeifactor die van belang is voor de overleving van oligodendrocyten en het op gang brengen van myelinisatie. Daarnaast heeft het diverse herstel- en opbouwende functies (vooral in de puberteit).
Deze groeifactor werkt echter op de meeste cellen van ons lichaam. De groeifactor oefent zijn effect op de cellen uit door middel van een receptor, de IGF-I-receptor. Hierdoor is hij mede verantwoordelijk voor orgaangroei. Hoge IGF-1-waarden kunnen dus ongunstige effecten hebben.

## Redenen (indicaties) voor medische toediening
- Afwijkingen in groeihormoonproductie
- Behandeling groeihormoontekort
- Behandeling acromegalie
- Controle hypothalamus-hypofyse-somatotrope as

## Medicatie
IGF-1 is nog niet goedgekeurd voor gebruik als geneesmiddel, maar het wordt onderzocht voor de werking bij de reparatie van zenuwweefsel, bij weefselherstel bij brandwonden, en bij het herstel van spierverlies bij patiënten met een aidsbesmetting. IGF-1 blijkt ook een regenererend effect te hebben op beschadigde neuronen in de hersenen. Dit biedt mogelijk toepassingen bij de genezing van hersengebieden die zijn beschadigd door zuurstofgebrek bij de geboorte, tijdens een beroerte of door de ziekte van Alzheimer. Tegenwoordig is IGF-1 ook populair als sportdoping, omdat het product spierversterkend en herstel-bevorderend werkt en zorgt voor minder vet-, en meer spierweefsel.

## Verschillen in IGF-1
Er zijn verschillende beschikbare analoga van IGF-1. De meest efficiënte zijn de gewone recombinant en Long R3 recombinant. De gewone recombinant IGF-1 is duur en het minst efficiënt. De gewone IGF-1 heeft slechts een halfwaardetijd van 10-20 minuten in de bloedsomloop bij de mens, het wordt snel vernietigd. Het kan aan bepaalde eiwitten in het bloedplasma worden gebonden om de halveringstijd te verlengen, maar dat is geen eenvoudige procedure. 
De meest efficiënte vorm van IGF is Long R3 IGF-1, dat is chemisch veranderd, het heeft namelijk veranderingen in de aminozuurvolgorde ondergaan, die het beletten zich te binden aan proteïnen in het menselijk lichaam. Hierdoor krijgt het een veel langere halfwaardetijd van 20-30 uur. 
Long® R3 IGF-1 is een analogon (afgeleide) van IGF-1 van 83 aminozuren bestaand uit de volledige menselijke IGF-1 met substitie van een Arg (R) voor Glu (E) op positie drie (vandaar R3) en een extra keten van 13 aminozuren bij het N-uiteinde (N-terminus). Dit analogon van IGF-1 is geproduceerd met de bedoeling de biologische activiteit van het IGF-1 peptide te verhogen. Long® R3 IGF-1 werkt belangrijk sterker dan het normale IGF-1. Dit is toe te schrijven aan de verminderde affiniteit van Long® R3 IGF-1 voor alle bekende bindingseiwitten, vooral IGFBP 3. Deze bindende proteïnen remmen normaal de biologische werking van IGF-1.

## Toepassingen
IGF is nog in onderzoek. Het is nog niet goedgekeurd voor gebruik als geneesmiddel, en wordt derhalve nog niet toegepast als medicatie.
In de sportwereld wordt IGF-1 onder andere toegepast voor de:
- verbranding: IGF mobiliseert vet voor gebruik als energiebron in vetweefsel. In mager weefsel, verhindert IGF insuline om glucose over de celmembranen te vervoeren. Dientengevolge moeten de cellen voor hun energieopwekking op  vetverbranding overschakelen.
- hyperplasie: in normale situaties zal spiergroei plaatsvinden door middel van hypertrofie. Hierbij wordt de spiercel groter. Er zullen echter nooit spiercellen bij komen omdat deze geen celdeling meer kunnen ondergaan. IGF-1 kan hier verandering in brengen doordat het in staat is hyperplasie te bewerkstelligen. Hyperplasie is daadwerkelijke celvermeerdering.

## Opmerkingen
- De IGF-1-concentratie in het bloed is geslachts- en leeftijdsafhankelijk.

Op de kinderleeftijd wordt een stijging waargenomen met de hoogste piek gedurende de puberteit.
- De IGF-1-concentratie van bloed wordt beïnvloed door de gelijktijdige groeihormoonconcentratie in het bloed, de voedingstoestand van het individu, insulineconcentratie en thyroxineconcentratie van het bloed, chronische leverziekten als hepatitis B, de aanwezigheid van diabetes mellitus, chronisch nierfalen.